# Nesydrion pallidum
Nesydrion pallidum là một loài côn trùng trong họ Nymphidae thuộc bộ Neuroptera. Loài này được Banks miêu tả năm 1913.